# Perlamantis alliberti
Perlamantis alliberti (лат.) — вид богомолов из семейства Amorphoscelidae. Типовой вид своего рода. Мелкий богомол, распространенный в западной части Средиземноморья.
Вид назван в честь французского зоолога Альфонса Аллибера (фр. Alphonse Allibert).

## Описание
Один из мельчайших богомолов Европы, длина тела составляет всего 1,4-1,5 см. Тело желтовато-серое, с коричневыми пятнами. Голова шире переднегруди, бурая, с желто-серыми полосами. Фасеточные глаза шаровидные, простые глазки крупные у самцов, более мелкие у самок. Переднегрудь очень короткая, лишь немного длиннее своей ширины. Тазики передних ног без шипов. Передние бедра всего с 1 маленьким дискоидальным и 4 внутренними шипами. Передние голени гладкие. Имаго обоих полов крылаты, обе пары крыльев почти прозрачны, с бурыми жилками. Сложенные крылья покрывают конец брюшка. Церки относительно длинные, опушенные, немного уплощенные.
На вид напоминает веснянку.

## Образ жизни
Ночной богомол, экология и биология изучены плохо. Имаго часто улетают на свет в темное время суток. По мнению ряда исследователей вид находится под угрозой из-за уничтожения мест обитания под давлением хозяйственной деятельности человека, в том числе туризма.

## Ареал
Вид описан из южной Франции. Распространен также в Испании, Португалии, Марокко, Алжире, Тунисе, на западе Ливии.